# درع المجتمع الإنجليزي 2016
درع الاتحاد الإنجليزي 2016 هي النسخة الرابعة والتسعين من درع الاتحاد الإنجليزي وهي مباراة كرة قدم سنوية تُقام ما بين بطل الدوري الإنجليزي الممتاز وبطل كأس الاتحاد الإنجليزي. ستقام المنافسة ما بين بطل الدوري الإنجليزي الممتاز 2015–16 ليستر سيتي وبطل كأس الاتحاد الإنجليزي 2015–16 مانشستر يونايتد وذلك في ملعب ويمبلي قبل أسبوع واحد من انطلاقة الموسم الجديد من الدوري الإنجليزي الممتاز.

## خلفية
تأهل ليستر سيتي كبطل للدوري الإنجليزي الممتاز 2015–16. فاز باللقب يوم الثاني من مايو 2016 بعد تعادل توتنهام هوتسبير، صاحب المركز الثاني آنذاك، مع تشيلسي بهدفين لمثلهما في الستانفورد بريدج. ستكون هذه ثاني مشاركة للنادي في المنافسة بعد مشاركته في نسخة 1971 التي فاز فيها على ليفربول بنتيجة 1–0.
تأهل مانشستر يونايتد كبطل لكأس الاتحاد. حقق هذا اللقب الذي هو الثاني عشر في تاريخه يوم 21 مايو 2016 بعد فوزه 2–1 على كريستال بالاس. ستكون هذه المشاركة الثلاثين للفريق في المنافسة التي فاز بها 20 مرة في تاريخه أكثر من أي نادي إنجليزي آخر.
كان آخر لقاء بين الفريقين مباراة في الدوري في الأولد ترافورد انتهت بالتعادل بنتيجة 1–1 يوم 1 مايو 2016. سجل أنتوني مارسيال هدف مانشستر في الدقيقة الثامنة، وعدل قائد ليستر ويس مورغان النتيجة في الدقيقة السابعة عشر.
سيشارك مدرب مانشستر يونايتد جوزيه مورينيو في درع الاتحاد للمرة الثانية تواليًا وذلك بعد كان مدربًا لتشيلسي في درع الاتحاد الإنجليزي 2015.

## المباراة

### تفاصيل
| ليستر سيتي | 1–2   | مانشستر يونايتد                |
| ---------- | ----- | ------------------------------ |
| فاردي 52'  | تقرير | لينغارد 32' · إبراهيموفيتش 83' |